# Byzas FC
Byzas Football Club ou somente Byzas é um clube de futebol sediado em Mégara, Grécia.
O Vyzas foi fundado em 1928, por estudantes inspirado no lendário fundador de Bizâncio, o rei Bizas, de amador o clube passou para a Beta Ethniki em 1960, e em 1967, chegou pela primeira vez na Superliga Grega, onde atuou por quatro temporadas, sendo a 7° sua melhor colocação.
Após o seu auge passou da segunda grega, para a Delta Ethniki, e desde 2002, está na Gamma Ethniki a terceira divisão grega.